# دره خرزهره
دره خرزهره نام روستایی است که در ۲۳ کیلومتری شهرستان هفتکل و در ۱۰ کیلومتری شهرستان باغملک در استان خوزستان قرار دارد. این روستا از قدیم تاکنون به دلیل برخورداری از دامنه‌های پر علف، محل پرورش دام (بز و گوسفند) است و علاوه بر آن چراگاه و محل عبور گله‌های بزکوهی و زیست پرندگانی چون کبک و تیهو بوده‌است.در این روستا ترک های قشقایی تیره دره شوری  و طایفه مکوندی زندگی میکنند.